# Ilja Livschakoff
Ilja Livschakoff (* 15. November 1903 in Jekaterinodar/Russland; † 10. Juni 1990 in Buenos Aires) war ein deutscher Geiger und Kapellmeister, der vor allem Anfang der 1930er Jahre in Berlin gefeiert wurde.

## Leben
Ilja Livschakoff floh nach der Ermordung seines Vaters durch die Bolschewiken in jungen Jahren aus der Sowjetunion nach Warschau. Dort absolvierte er ein Musikstudium (Geige) am Konservatorium (heute Fryderyk-Chopin-Universität für Musik). In der Diplomprüfung spielte er das Violinkonzert a-Moll von Alexander Glasunow. 1927 übersiedelte Livschakoff nach Berlin und verschrieb sich fortan immer mehr der leichten Muse. Er leitete bis 1932 die Hauskapelle des Hotels Bristol und spielte dort sowohl Salon- als auch Tanzmusik.
Livschakoff wurde mit seinem Ensemble bald auch zu einem der wichtigsten Schallplatten-Orchester. Für die Deutsche Grammophon begleitete er bekannte Sänger der Zeit wie Erwin Hartung, Leo Monosson, Max Mensing und Paul Dorn sowie singende Filmstars wie Paul Hörbiger, Curt Bois und Renate Müller. Doch auch als Geigenvirtuose stand er vor dem Mikrofon. Insgesamt nahm Ilja Livschakoff mehr als 800 Schellackplatten auf und bediente sich dabei, wie seinerzeit üblich, häufig auch Pseudonymen. So hieß er auch mal Fred Marley oder Harry Hiller, und sein Ensemble spielte öfter unter den Namen La Plata Tango Band und The Rhythm Maniacs.
Nach seinem Engagement im Hotel Bristol gastierte Livschakoff mit seinem Orchester oft im Berliner Delphi-Palast. Doch wurden die Engagements und auch die Schallplattenaufnahmen nach 1933 immer seltener. Der jüdischstämmige Ilja Livschakoff schaffte es zwar, noch bis Anfang 1937 in Deutschland tätig zu sein, dann aber konnte er von einem Aufenthalt in Karlsbad nicht nach Deutschland zurückkehren. Die Nationalsozialisten hatten ihn aus der Reichsmusikkammer ausgeschlossen. Weitere Auftritte wurden verboten. Der Künstler emigrierte nach Argentinien, wo er – so wie auch seine Kollegen Dajos Béla und Efim Schachmeister – weiter als Kapellmeister arbeiten konnte. Bis in die 1960er-Jahre war er dort in den Cafés von Buenos Aires zu hören. Nur auf privaten Reisen kehrte er bis in die 1980er-Jahre hinein häufig nach Deutschland zurück.

## Diskografie (Auswahl)
CD
- Ilja Livschakoff „Ein Lied, ein Kuß, ein Mädel“, Pumpkin Pie Records, Berlin 2003

Schellackplatten
- 1930: Erika, brauchst du nicht einen Freund, Musik Will Meisel, Text Willy Rosen, Gesang Alexander Flessburg
- 1930: Oh Fräulein Grete, Musik Juan Llossas, Text Fritz Löhner, Gesang Leo Monosson
- 1930: Zu jeder Liebe, gehört ein Gläschen Wein, aus dem Tonfilm Die Lindenwirtin, Musik Michael Krausz, Text Bruno Hardt-Warden, mit deutschem Refraingesang
- 1930: Im weißen Rössl am Wolfgangsee und Im Salzkammergut, aus der Revue Im weißen Rössl, Musik Ralph Benatzky, Text Robert Gilbert, Gesang Marcel Klass
- 1930: Darf ich um den nächsten Tango bitten, Musik Willy Rosen, Text Kurt Schwabach, Gesang Leo Monosson
- 1931: Ich hab ein Divanpüppchen, aus der Operette Die Blume von Hawaii, Komponist Paul Abraham, Text Alfred Grünwald/Fritz Löhner-Beda, Gesang Marcel Klass
- 1931: Kind, du brauchst nicht weinen, aus dem Tonfilm Der Draufgänger, Musik Hans May, Text Kurt Schwabach, Gesang Leo Monosson (Orchester Ilja Livschakoff unter dem Namen Fred Marlow Tanz-Orchester)
- 1932: Ein Lied, ein Kuß, ein Mädel, aus dem gleichnamigen Tonfilm, Komponist Robert Stolz, Text Robert Gilbert, mit deutschem Refraingesang
- 1932: Ein bißchen Liebe für mich, aus dem gleichnamigen Tonfilm, Komponist Paul Abraham, Text Robert Gilbert/Armin L. Robinson, Gesang Lee Perry
- 1932: Wer hat euch erdacht, ihr süßen Frau’n, aus dem Tonfilm Gräfin Mariza, Komponist Emmerich Kálmán, Text Julius Brammer/Alfred Grünwald, Gesang Paul Dorn
- 1932: Was brauch ich Kaviar, wenn ich verliebt bin?, aus dem Tonfilm Kaiserwalzer, Musik Nico Dostal, Text Robert Gilbert, Gesang Paul Dorn
- 1932: Es ist so wunderschön aufzusteh’n, Lied und Foxtrott aus dem Tonfilm Mädchen zum Heiraten, Hermann Thimig mit Ilja Livschakoff & Orchester, Musik Krauß, Text Robert Gilbert/Armin L. Robinson[2]
- 1933: Tante Anna, Couplet-Foxtrott, Komponist Leslie Sarony, Text Charles Amberg, Musik Fred Marley (= Ilja Livschakoff) Tanzorchester, Gesang Erwin Hartung und Chor[3]
- 1934: Blauer Pavillon, andalusische Serenade, instrumental, Musik José Armandola
- 1934: Ich bin heut’ so froh, aus dem Tonfilm Ihr größter Erfolg, Musik und Text Franz Grothe/Ernst Marischka, Gesang Max Mensing
- 1935: In dieser feierlichen Stunde, aus der Oper Die Macht des Schicksals von Giuseppe Verdi, bearbeitet von Atzler, Geigen-Solo Ilja Livschakoff
- 1935: Negerwiegenlied, instrumental, Musik George H. Clutsam
- 1935: Puszta-Fox, instrumental, als Fred Marley, Musik E. Mihaly
- 1936: In Santa Margarita, Tango-Serenade, Musik Ludwig Schmidseder, Text Klaus S. Richter, Gesang Rudi Schuricke und die Spree Revellers
- 1936: In meinem Herzen, Schatz, da ist für viele Platz, russischer Foxtrott aus dem Tonfilm Savoy-Hotel 217, Musik Walter Gronostay, Text Beckmann, mit deutschem Refraingesang
- 1936: Kapriziöser Walzer, instrumental, Musik Willy Richartz